# Gran Premi de San Marino de 1999
Resultats del Gran Premi de San Marino de la temporada 1999 disputat a l'Autodromo Enzo e Dino Ferrari el 2 de maig del 1999.

## Classificació
| Pos | No | Pilot                 | Equip                  | Voltes | Temps/ Retirada   | Pos. de sortida | Punts |
| --- | -- | --------------------- | ---------------------- | ------ | ----------------- | --------------- | ----- |
| 1   | 3  | Michael Schumacher    | Ferrari                | 62     | 1h 33' 45. 2      | 3               | 10    |
| 2   | 2  | David Coulthard       | McLaren - Mercedes     | 62     | + 4.265 s         | 2               | 6     |
| 3   | 16 | Rubens Barrichello    | Stewart - Ford         | 61     | + 1 Volta         | 6               | 4     |
| 4   | 11 | Damon Hill            | Jordan - Mugen - Honda | 61     | + 1 Volta         | 8               | 3     |
| 5   | 9  | Giancarlo Fisichella  | Benetton - Playlife    | 61     | + 1 Volta         | 16              | 2     |
| 6   | 11 | Jean Alesi            | Sauber - Petronas      | 61     | + 1 Volta         | 13              | 1     |
| 7   | 23 | Mika Salo             | BAR - Supertec         | 59     | + 3 Voltes        | 19              |       |
| 8   | 20 | Luca Badoer           | Minardi - Ford         | 59     | + 3 Voltes        | 22              |       |
| 9   | 21 | Marc Gené             | Minardi - Ford         | 59     | + 3 Voltes        | 21              |       |
| 10  | 17 | Johnny Herbert        | Stewart - Ford         | 58     | Motor             | 12              |       |
| 11  | 5  | Alessandro Zanardi    | Williams - Supertec    | 58     | Virolla           | 10              |       |
| Ret | 12 | Pedro Diniz           | Sauber - Petronas      | 49     | Virolla           | 15              |       |
| Ret | 18 | Olivier Panis         | Prost - Peugeot        | 48     | Regulador         | 11              |       |
| Ret | 4  | Eddie Irvine          | Ferrari                | 46     | Motor             | 4               |       |
| Ret | 8  | Heinz-Harald Frentzen | Jordan - Mugen - Honda | 46     | Virolla           | 7               |       |
| Ret | 15 | Toranosuke Takagi     | Arrows                 | 29     | Bomba de gasolina | 20              |       |
| Ret | 6  | Ralf Schumacher       | Williams - Supertec    | 28     | Regulador         | 9               |       |
| Ret | 1  | Mika Häkkinen         | McLaren - Mercedes     | 17     | Virolla           | 1               |       |
| Ret | 14 | Pedro de la Rosa      | Arrows                 | 5      | Virolla           | 18              |       |
| Ret | 10 | Alexander Wurz        | Benetton - Playlife    | 5      | Virolla           | 17              |       |
| Ret | 22 | Jacques Villeneuve    | BAR - Supertec         | 0      | Caixa canvi       | 14              |       |
| Ret | 19 | Jarno Trulli          | Prost - Peugeot        | 0      | Virolla           | 5               |       |

## Altres
- Pole: Mika Häkkinen 	1' 26. 362

- Volta ràpida: Michael Schumacher 1' 28. 362 (a la volta 45)